# US Oyem
Union Sportive d'Oyem ist ein gabunischer Fußballklub mit Sitz in der Stadt Oyem innerhalb der Provinz Woleu-Ntem. Der Klub spielt seine Heimspiele im Stade d'Akouakam.

## Geschichte
Das erste bekannte auftreten des Klubs war in der Saison 2005, als er von der FEGAFOOT aus dem Spielbetrieb der ersten Liga, der Championnat National D1 genommen wurde. In der nächsten Spielzeit durfte die Mannschaft wieder am Spielbetrieb teilnehmen und erreichte mit 38 Punkten den fünften Platz. In den folgenden Spielzeiten konnte man sich zumeist im Mittelfeld halten. In der Saison 2015/16 erreichte das Team den 13. Platz und stieg in die zweite Liga ab. 2018 spielte man wieder in der ersten Liga und erreichte mit zehn Punkten den elften Platz und spielt bis heute erstklassig.